# ジョニー・ハーバート
ジョン・ポール・"ジョニー"・ハーバート（John Paul "Johnny" Herbert、1964年6月25日 - ）は、イギリス生まれのレーシングドライバー。1991年、ル・マン24時間レースの優勝者。2009年までスピードカー・シリーズに参戦していた。

## 略歴

### F1以前
1987年にエディ・ジョーダン・レーシング (EJR) からイギリスF3に参戦し、シリーズチャンピオンを獲得。この年9月にはF1ベネトンチームのマネージャーであったピーター・コリンズからオファーを受け、初めてF1マシンB187をドライブ、当時ベネトンのレギュラードライバーだったティエリー・ブーツェンのタイムを上回り注目される。
1988年、EJRとともに国際F3000へステップアップし、開幕戦でデビューウィンを飾るなど速さを見せ、8月にはモンツァ合同テストでロータス・100Tをドライブしレギュラーの中嶋悟より好タイムを記録。直後にはハーバートを高く評価していたベネトンのコリンズと1989年のF1デビューの契約を結んだ。しかしF3000選手権のブランズ・ハッチでのレース中にグレガー・フォイテクの運転を原因とする多重事故に巻き込まれた。ハーバートのマシンは左側の壁にフロントから突っ込み、この衝撃でモノコックのフットボックス部分が破壊されてしまい、そのまま今度は右側のガードレールに両足が剥き出しの状態のまま衝突してしまった。この事故でハーバートは足を複雑骨折し、一時は右足の切断も検討されたほどだった。この骨折の後遺症で、以後ハーバートの右足首は曲がらなくなり、アクセルワークは膝の屈伸で行うようになった。

### F1デビュー
1989年には、完治しない足のままベネトンでF1参戦。パドック内を移動するのに松葉杖や折り畳み式自転車を使わなければならなかったのにもかかわらず、「ジム・クラークの再来」と表現され、「新人だから勉強の年だ、とかは考えていない。目標は最初から優勝だよ。」とコメントするなど新人らしからぬ傲慢な言動も相まって注目を浴びていた。
デビュー戦・開幕戦ブラジルGPでは予選10位から2位争いを繰り広げた末4位でフィニッシュ。注目に劣らない結果を残したが、第2戦サンマリノ、第3戦モナコではハードブレーキングが多いコース特性により足の経過も思わしくなく予選・決勝ともに下位に埋もれた。またチーム内のフォード首脳とピーター・コリンズによる政治的抗争に巻き込まれ、サバイバルレースとなった第5戦アメリカGPで5位でポイントを獲得したものの、続く第6戦カナダGPが回復途上の足にとって厳しいブレーキを多用するレイアウトだったこともあり予選落ちを喫したことを材料に「休養」という名目でシートを降ろされ、マクラーレン・ホンダのテストを長く担当していたイタリア人エマニュエル・ピロにシートを奪われる結果となった。またハーバートをベネトンに引き入れたピーター・コリンズもベネトンを追われるように辞職した。
1989年第11戦ベルギーGPと第13戦ポルトガルGPでは、ティレルのジャン・アレジの代役として参戦したが、良い結果を残せなかった。ベネトンとの契約が残っていたことからティレルへレンタルされていると言う形だった。

### 来日

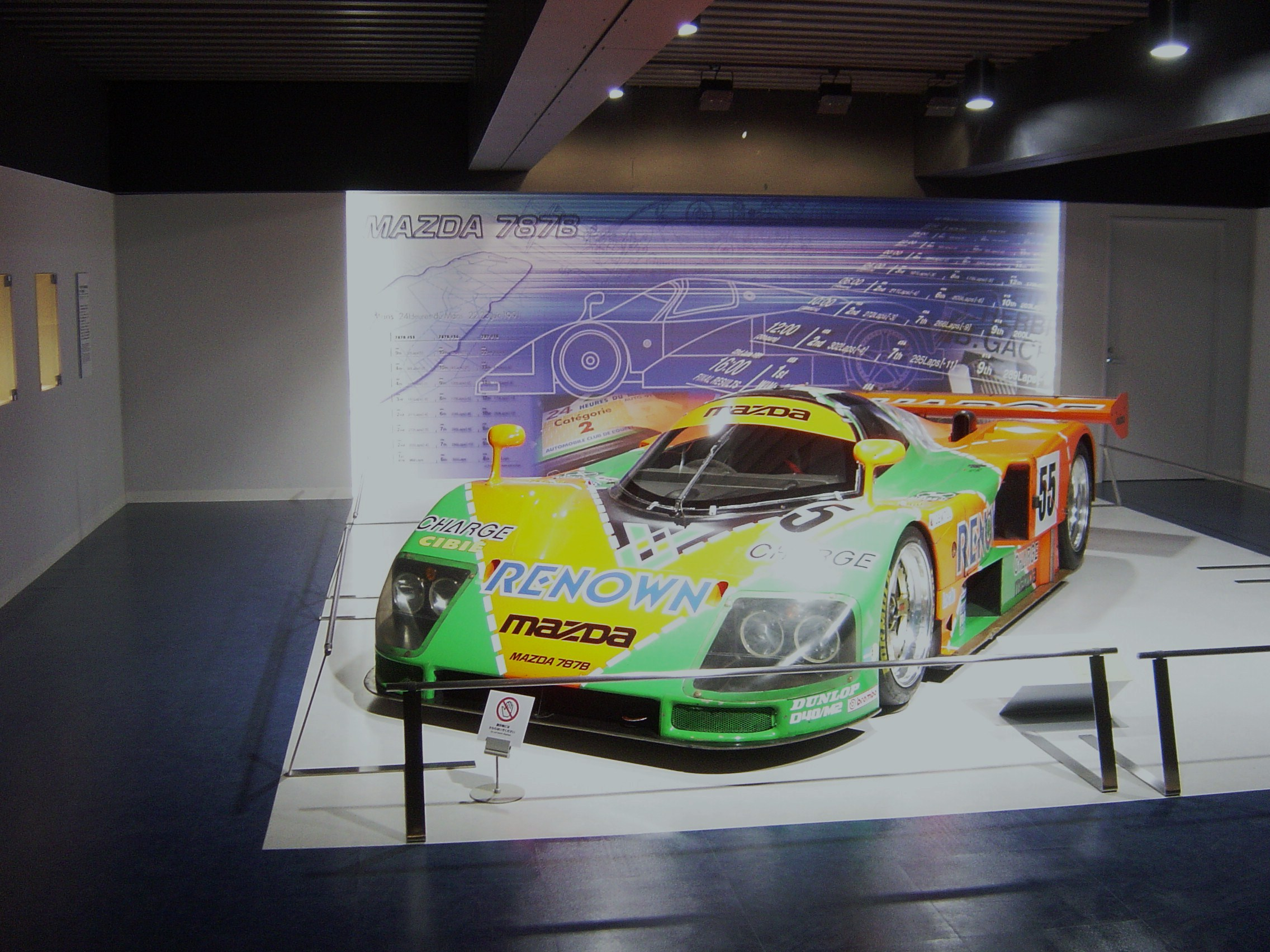
1991年のル･マン24時間レースの際に搭乗したレナウン・チャージカラーのマツダ787B

1989年秋、富士での全日本スポーツプロトタイプカー耐久選手権（JSPC)に武富士ポルシェでスポット参戦。コンビを組んだのはマーティン・ドネリー、このチームを指揮したのはベネトンを追われたピーター・コリンズだった。
1990年、ハーバートは本格的に日本にレース活動の場を求めることになる。全日本F3000選手権への出場のほか、JSPCに参戦しながら、テスト契約をしていたロータスでF1にスポット参戦した。

また、1991年のル・マン24時間レースにフォルカー・ヴァイドラー、ベルトラン・ガショーとともにマツダから参戦、同時に参加した3台のうち、1台だけレナウン・チャージカラーのカラーリングが施された日本製の787B55号車を駆り、ル・マン史上初のロータリーエンジン車による優勝をアンカードライバーとして勝ち取ったものの、酷い脱水症状に見舞われ、ゴール後すぐにメディカルセンターに搬送されたため、表彰台に立つことが出来なかった。しかし、優勝して20周年となる2011年にル・マン24時間レースの主催者であるACO(フランス西部自動車クラブ)の計らいにより行われた787Bのレース開始前のデモ走行で久々に787Bをドライブ、さらにサプライズで、優勝時に立てなかったときの分として1位表彰台に立つことができた。なお、このとき搭乗したレナウン・チャージカラーの787Bは、マツダミュージアムに動態保存されている。
この頃には、F1デビュー当時の生意気な部分は影を潜め、明るいキャラクターとファンサービスを大事にするドライバーとして認知され始める。

### F1復帰
1990年開幕前にロータスとテスト兼リザーブドライバー契約を締結していたが、同年夏にはロータスにベネトン時代からのパイプがあるピーター・コリンズがコンサルタントとして加入し、第14戦スペインGP予選で重傷を負ったマーティン・ドネリーの代役として、終盤2戦にロータスから参戦した。なお、1990年開幕前には小規模チームであるコローニとユーロブルンからレギュラーでF1に乗らないかと言うオファーがあったが、ハーバート自身が「日本のF3000と耐久に出場しながらロータスのテスト担当を経験した方が将来のためにいいと思った」ことから、誘いを断っている。
1991年、開幕からロータスのレギュラードライバーの一席で参戦していたジュリアン・ベイリー（FF1600時代からの友人でもある）の持ち込みスポンサー資金が終了し、この年からロータスのチーム・マネージャーとなっていたコリンズはテスト契約を継続していたハーバートがその直前に開催されたル・マン24時間レースに優勝していたことで、足の負傷も十分回復したと判断。第5戦カナダGPからF1の実戦に復帰させ、ミカ・ハッキネンとコンビを組ませた。しかし全日本F3000選手権へのフル参戦契約があったため、日程が重なったグランプリでは代役としてミハエル・バルテルスがロータスから出走した。ここでハーバートはチームメイトとなったハッキネンと予選から互角のタイムを記録。非力な102BながらベルギーGPでは入賞目前の7位フィニッシュなどの結果で回復を証明し、コリンズはハーバートに5年の長期契約を提示し1992年のロータスのシートを確実なものとした。
1992年
ロータスのレギュラードライバーとしてF1に本格復帰。開幕戦南アフリカGPでは旧型車102Dを6位に導き、ポイントを獲得。このポイント獲得により第5戦サンマリノGPから、ハーバートのみにニューマシンロータス107が先に与えられた。チームメイトのハッキネンと共に、下位に沈んでいたことの多い晩年のロータスにおいて速さを見せた。ハーバートは再び注目を浴び、予選成績で9勝7敗とハッキネンを上回ったが、107は駆動系に弱点があり、トラブルがハーバートに偏った結果、ポイントではハーバート2、ハッキネン11と差がついてしまった。第15戦日本GPでも序盤3位まで浮上したが、ギアボックストラブルでチャンスを失った。
1993年
ロータスのエースとなり、アレッサンドロ・ザナルディとのコンビとなった。第2戦ブラジルGPでベネトンのミハエル・シューマッハと3位争いを繰り広げ結果4位、第3戦ヨーロッパGPでも4位に入るなど前半戦には速さを見せていたが、資金難により終盤から成績が下降し始める。フルアクティブサスペンションを搭載していた107Bはサスの開発に資金を多く使い、他の部分の進歩が滞った。ハーバートは最終戦終了後、「このマシンにはもう乗りたくないね。いや、もう乗らなくていいのか。本当にほっとするよ。」とコメントした。
1994年

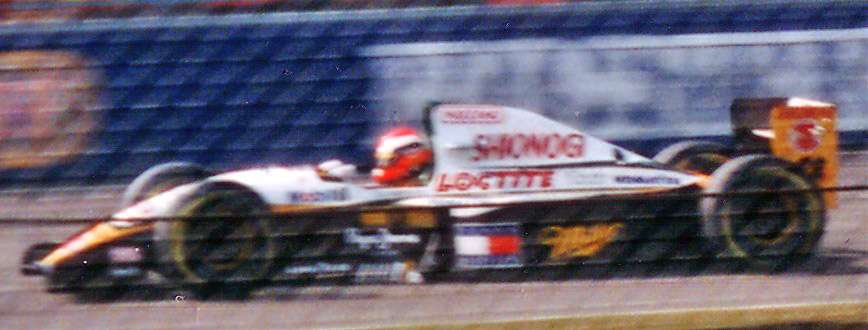
ロータス時代のハーバート（1994年イギリスグランプリ）

開幕前からマクラーレンのロン・デニスがハーバートの獲得を模索したが、91年にコリンズと結んだ長期契約がこの時は「足かせ」となり、ロータスに残留せざるを得なかった。ロータスチームは無限ホンダエンジンを獲得するも、シャシーは3年目となる107Cで開幕。資金難によりマシン開発が進まず、新車109の投入は中盤フランスGPまで延期され低迷。新スペックエンジンの投入が第12戦イタリアGPと大幅に遅れた。そのイタリアGPでは予選4位に入るも、スタート直後の多重事故に巻き込まれ、グリッドをフイにしている。また、マクラーレンから来たオファーをコリンズが断った事、マシン開発が進まない事を巡り、長年の恩人だったコリンズとの関係も急激に悪化していった。
しかし第14戦ヨーロッパGP直前、フラビオ・ブリアトーレ率いるリジェへの移籍が決まる。実質身売り同然だったが、ロータスとの長期契約により縛られていて実現しなかった移籍がようやく実現した。レギュラーのオリビエ・パニスを予選・決勝ともに上回ると、リジェからの参戦は1レースのみとなり、今度は同じくブリアトーレの率いていたベネトンへと転売され、コンストラクターズタイトルが懸かっていたベネトンに経験を買われ、ミハエル・シューマッハと組むこととなった。ここでも日本GPでは予選5位、オーストラリアGPでも予選7位となる。結果はともにリタイアだったがシューマッハスペシャルのマシンを難なく乗りこなし実力を示した。
1995年

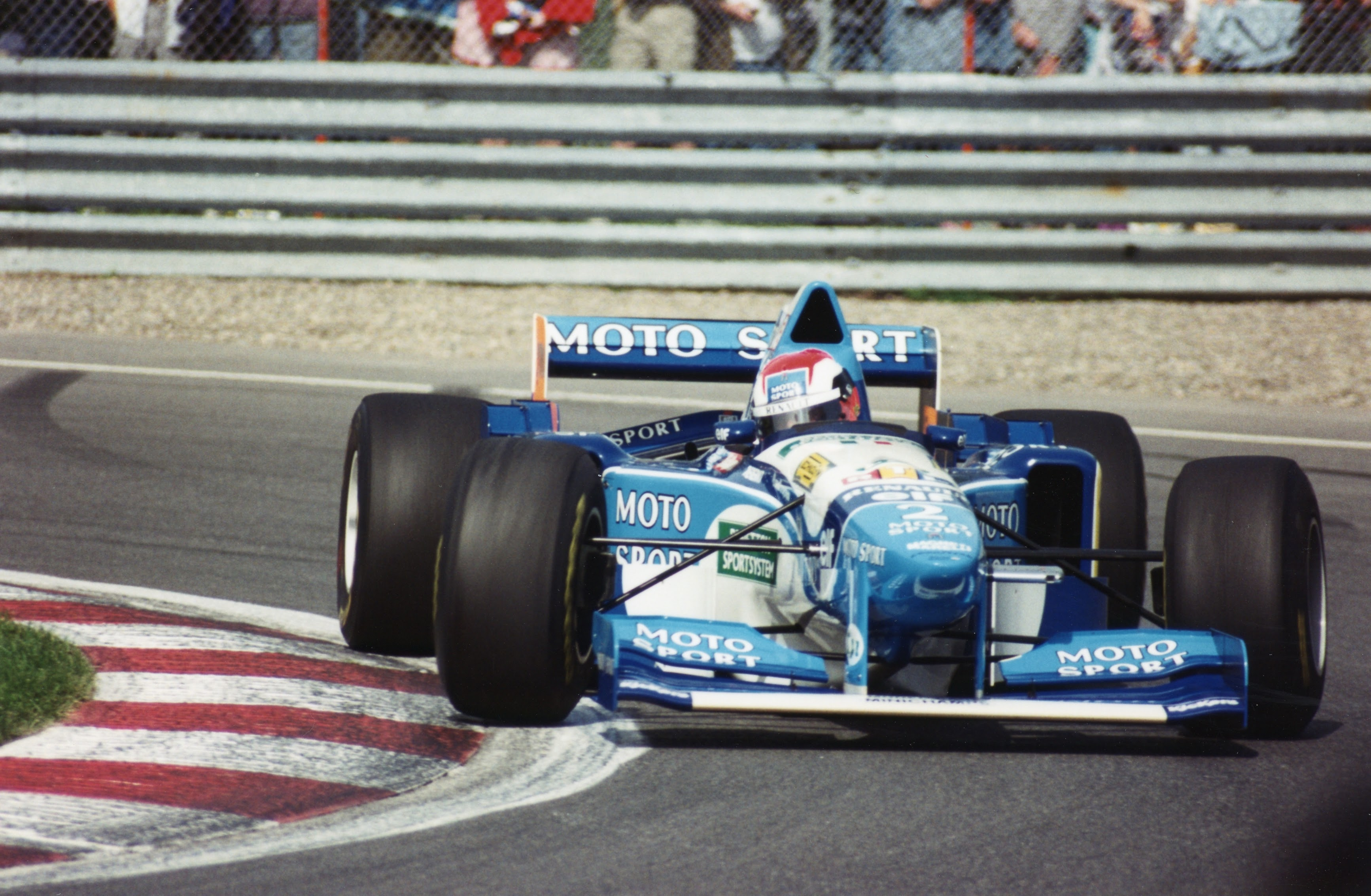
1995年ベネトン・ルノー時代のハーバート、この年シーズン2勝をあげるもミハエル・シューマッハのチームメイトとして厳しいシーズンを送る（写真は1995年カナダGP）

そのまま古巣ベネトンでドライブし、第4戦スペインGPではピットイン時に後ろのジャッキが外れずジャッキを付けたままピットアウトしてしまうトラブルに見舞われる中、2位に入りF1参戦7年目にして初表彰台を獲得。また第8戦イギリスGPでは、トップ争いをしていたシューマッハとデイモン・ヒルの接触もあり、母国でのF1初優勝を遂げた。同じく両者が接触した第12戦イタリアGPでも優勝を飾った。しかしイギリスGPで優勝するまでのハーバートはブリアトーレからの評価が低く、テストドライバーのヨス・フェルスタッペンと交代させられるとのシート喪失報道が付きまとうなど、シューマッハ完全優先主義のチーム体制に不満を爆発させ、「テストもさせてくれない。自分のしたいセッティングで走らせてくれれば結果を出す自信はある。」とチーム批判を展開。チーム初のコンストラクターズ・タイトルを獲得したベネトンだったが結果的にシューマッハ（フェラーリへ移籍）、ハーバートの両名とも同年をもってチームを去ることとなった。ハーバートは翌年に向けてティレル、ザウバーと交渉したが決定まで時間が掛かり、「ティレルは資金を持ってきてほしいって言うんだよ。今年の状況でランキング4位って結構良いと思うんだ。でもそういう実績も役に立たないようなF1より、インディカーもいいと思うんだよね」と話し、パックウェスト・レーシング、ホンダエンジンを搭載するチップ・ガナッシ・レーシングと交渉。中でもチップ・ガナッシとは交渉が大詰めまで進んだが、12月末にようやくザウバーとの契約がまとまりF1への参戦継続となった。ハーバートが契約目前で断ることとなったチップ・ガナッシには、前年までのチームメイトであるザナルディが代わりに加入することになった。
1996年
メルセデス・ベンツが推すマーク・ブランデルとのシート争奪戦に勝ちザウバーに在籍、完走7台（終了時点まで走っていたのは4台）の第6戦モナコGPで3位表彰台を記録したが、この年の入賞はこの1度のみだった。ちなみにエンジンを供給していたフォードはハーバートの契約をチームに推進していたという。
1997年
前年までのチームメイトハインツ＝ハラルド・フレンツェンが移籍。エンジンはカスタマー仕様のフェラーリV10（バッジネームはペトロナス）。信頼性のあるマシンを得てナンバーワンドライバーとなったハーバートは6度の入賞という成績を残し、うち第11戦ハンガリーGPで3位表彰台に登った。
1998年
前年の活躍が認められ残留。開幕戦ブラジルGPでは6位入賞。しかし、ペーター・ザウバーは元フェラーリのドライバーであるジャン・アレジをNo.1待遇にした。ハーバートはイギリスGP決勝やオーストリアGP予選で、チームオーダーを出され、アレジに順位を譲らされる立場になっていた。結局開幕戦での6位以降は一度も入賞できず、チームは残留を進めるがモチベーションが低下したハーバートは移籍を決意。この年をもってザウバーを離脱した。
1999年

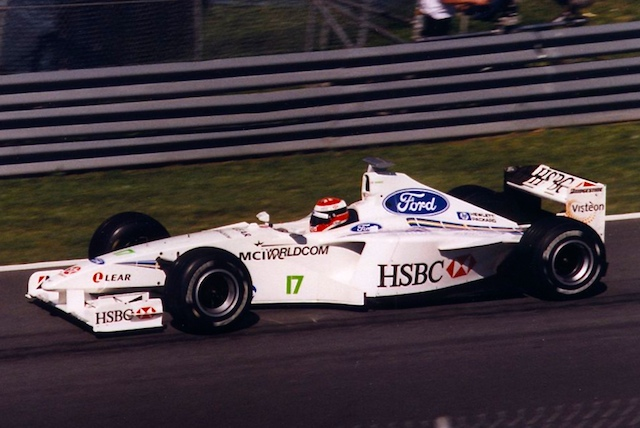
スチュワート時代のハーバート（1999年カナダグランプリ）

数々のオファーがあったというがハーバートはスチュワートをドライブ。開幕戦ではチーム二台揃って速さを見せパドックの注目となるが、予選・決勝ともにマシントラブルも多く、且つ若きチームメイトのルーベンス・バリチェロに後塵を拝していたが、チームメイトやチームとの関係も良好で持ち前の明るさは失わず戦い続けた。第14戦ヨーロッパGPでは予選で初めてバリチェロに勝利。決勝では、上位陣総崩れという大荒れの展開の中、しぶとく生き残り自身3度目・スチュワートにとっては唯一となる勝利を挙げた。その後はバリチェロを上回る走りを見せ翌年の残留を決めた。
2000年
ジャガーに改名した同チームから参戦したが、この年はマシントラブルを抱え冴えない走りに終始。結局ノーポイントに終わった。シーズン終盤、同年限りでのF1引退を表明したが、引退レースとなった最終戦マレーシアGPでは、トラブルからクラッシュを起こし骨折、病院へ搬送される事態となった。このことに対し、本人は「僕のF1キャリアは骨折で始まり、骨折で終わったことになる」と冗談めかし語った。チームメイトはエディ・アーバイン。

### F1引退後

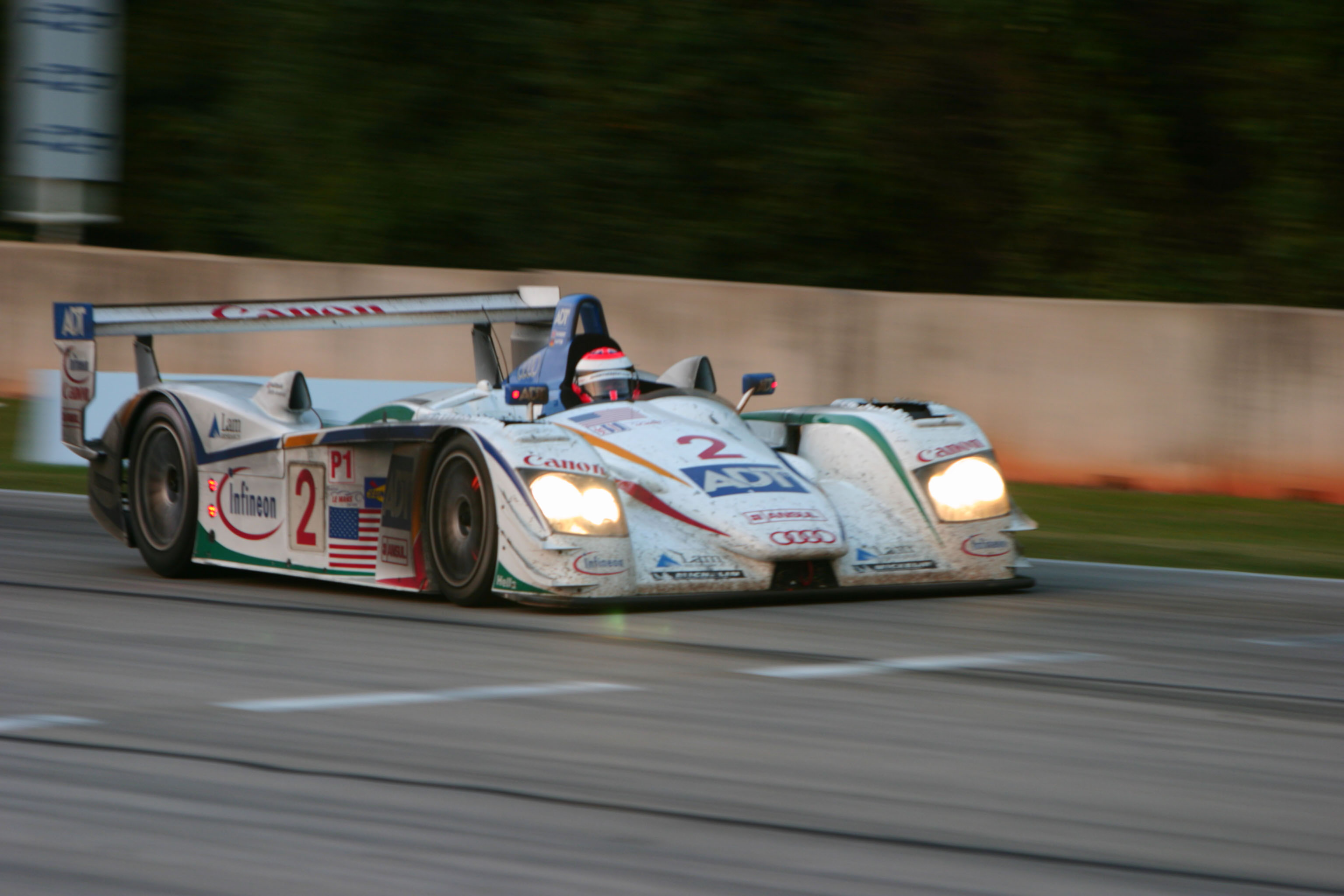
アウディ・R8をドライブするハーバート（2004年）

F1引退後はアメリカン・ルマン・シリーズ（ALMS）を中心に活躍している。また、ル・マン24時間レースにも2001年より復帰、同年及び2002年と2004年はアウディ・R8で参戦。2003年は、マーク・ブランデル、デビッド・ブラバムとベントレーから参戦してファステスト・ラップを記録。2002年から3年連続で決勝で総合2位入賞を果たした。
2005年8月ジョーダン・グランプリでSRM（スポーティング・リレーションズ・マネージャー）に就任するが、本人は現役を引退していないとのコメント。2006年も引き続き、ジョーダンを買収したMF1レーシングでSRMに就任したが、同チームが買収されスパイカーF1となったことに伴いチームを離脱。2008年には元F1ドライバーらで競われるスピードカー・シリーズに参戦し初代シリーズチャンピオンとなった。
2010年以降はF1にレース・スチュワードとして関わっている。2012年マレーシアGPでは国際映像にも映し出された。
現在はマーティン・ブランドルやデイモン・ヒルと共にSkySportsのF1中継解説を2022年まで担当した。

## エピソード
- ロンドン郊外で生まれ育ち、サッカーのチェルシーFCを応援する少年時代だった[8]。
- F1デビュー戦の1989年ブラジルGPでは、途中から完治していない足が痛み出した際、わざとコクピット内に何度も足をぶつけて麻痺させ、レースを戦ったという逸話がある。
- 1991年のルマン後、富士スピードウェイで開催された全日本スポーツプロトタイプカー耐久選手権(JSPC)第3戦に787Bで参戦。この際、日産の和田孝夫のドライブするマシンが1コーナーで横転しながら大破・炎上した際、参加者の中で唯一レースをやめてマシンから降り、グラベルを走って救出に向かった[9]。和田の無事が確認されたのちコースに戻ったが、シートベルトに締め直しなどで2周遅れとなった。この行動はイギリスでも報じられ、年末の英オートスポーツ式典にてそのスポーツマンシップを表彰された。ハーバートは「あのマシンの破壊状況を目の前で見て、助けに行くなと言う方が無理」とコメントしている。
- 全日本F3000参戦時代は、レースの度に来日するスタイルでイギリスと度々往復してのホテル生活だったが、六本木のハードロックカフェを気に入り、いつも食事をしていた[10]。
- 日本で活動していた頃に購入した、スカイラインGTRをイギリスに持ち帰る。F1で日本に来る度に、チューニングパーツを買い漁り、イギリスに持ち帰っていた。
- 1991年と1992年にロータスでチームメイトだった4歳年下のミカ・ハッキネンとは公私共に仲が良く、サーキット外でも時間を共有する機会が多かった。ロータスは資金難でもあり、遠征先のホテルも一人一部屋ではなく、ハーバートとハッキネンの二人一部屋で当時一緒に風呂に入ったり、同じベッドで寝たりしていた[11]。そんなふたりをF1中継の実況担当だった古舘伊知郎は「F1ライト兄弟」と呼んでいた[12]。あまりにも仲の良すぎる関係は「ゲイ疑惑」を呼んだりもした[13]
- 1993年のシーズンオフ、翌年からハイテクが禁止される事について「僕個人としてはハイテク機能が禁止される方がちょっと嬉しいかな？」と語っている。
- 初優勝を飾った1995年イギリスGPレース後のインタビューでは、「（ブックメーカーによる自身の）優勝予想オッズが25倍だったから、自分で自分に賭けときゃよかった」とトボケた後「日本のファンにも強くなった自分を見て欲しい。鈴鹿では必ず表彰台に立ってみせる」と宣言。後の本番で3位に入り、公約を果たした。
- 1995年のイタリアGPで2度目の優勝すると「初優勝したイギリスGPの時と、同じパンツを履いていたのが勝因」と言った[14]。
- 辛辣で滅多にドライバーを誉めなかったというジェームス・ハントが、1987年からハーバートの才能を高く評価していた。事実、「ナイジェル・マンセルと同じマシンに乗れば、マンセルより速いだろう」とコメントしていた。
- ハーバートの父が「ジョニーハーバート・ファンクラブ」を運営し、地元グランプリではオリジナルグッズのTシャツ（ハーバートのヘルメットがプリントされている）や応援フラッグをテントで販売していた。
- 既述の通り、2011年にル・マン24時間レースレースの主催者であるACOの計らいで、マツダ787Bのデモ走行を行った際、1991年のレース後に脱水症状で倒れたように、走行終了後わざと倒れ込んで場内の笑いを誘っている。また当日使用していたレーシングスーツは1991年に実際に使用していたもので、本人曰く「この日のためにダイエットして来たんだよ！」と語っていた。
- 家族は妻と娘二人。

## ミハエル・シューマッハとの関係
ベネトン時代の遺恨からか、ミハエル・シューマッハに対しては人格的な面を含めて辛辣な発言をすることが多い。1991年のお互いに新人だった当時は、ハッキネンも含めてスクーターを3人乗りしてパドック内を移動するなど、仲が良かった。2000年になると自身の引退パーティーには当時の現役ドライバーで、シューマッハのみを招待しなかった。かつてシューマッハはチーム・ロータス時代のハーバートに対しては「彼はいい友人だ」と明言していた。ハーバートは引退直後に雑誌の“ベストドライバー”を選ぶ企画で「一緒にレースしたことあるドライバーならわかっているから」と言い、特に順位をつけずにアイルトン・セナ、アラン・プロスト、ミカ・ハッキネン、ナイジェル・マンセル、シューマッハの5人を挙げた。ハーバートはセナ、プロスト、ハッキネン、マンセルは人間的にもドライバーとしても一定の評価をしているが、シューマッハは選んだにもかかわらず次のような痛烈な批判をしている。
| 「 | シューマッハは確かに素晴らしい才能を持っているし、確固たる信念も持っている。でもコース上でのマナーが悪い。彼は極端すぎるし、僕も他の一緒にレースしているドライバーも不快に思っている。あれだけの才能があるのに1994年のアデレードでデイモン・ヒルにしたことは、そんなに大きなプレッシャーがかかっていたわけでもないのに彼はヘマをしでかした。そこでやってはいけない行動に出たんだ。1997年のヘレスでジャック・ヴィルヌーヴにしたことはもっと露骨だったよね。セナ、プロスト、ハッキネン、マンセルらはコースマナーも普通だし、チームメイトに対して待遇差を望むような了見の狭い人間ではなかった。シューマッハは何を怖がっていたのか、いつも不思議だったよ。 | 」 |

| 「 | 僕らがチームメイト同士だった1995年の開幕戦ブラジルGP予選の時、ウィリアムズに続き、シューマッハが3番手、僕が4番手だった。ところが次のアルゼンチンGPの木曜日、特別走行セッションで僕がシューマッハより速かったのが彼の気に障ったらしい。シューマッハは突然「あなたにはあなたの、僕には僕のドライビングスタイルがある。あなたは自分が何をやっているか見られたくないだろうし、僕も自分のやっていることを見られたくない。分かってくれると思うけど」と言ってきた。僕は深く考えないまま「分かった」と答えた。翌日ピットへ行くとロス・ブラウンから「シューマッハのデータを見ることはできない」と言われた。彼のデータと比較することは認められないというから、「そんなバカな」と反論したがそれ以降ブリーフィングからも外され、テストもやらせてもらえなくなった。シューマッハは僕のセッティングデータやテレメタリーログを見られるし、テストもたっぷりできた。彼は自分の妻にも僕の妻・ベッキーに「話しかけるな」と言ってたぐらいだからね。 | 」 |

- このほか、1991年の全日本F3000選手権・SUGO大会にシューマッハが初参戦した際、チーム・ルマンでのチームメイトはハーバートだったが、そのときのピットで起きていた星野一義が知るエピソードとして「シューマッハはピットに最後まで残って、先に帰ってしまったハーバートのアンダーフロアの方が良いと言って、自分のアンダーフロアと付け替えさせていた。あれはハーバートは今でも知らないんだよねきっと。そういうことするから、たぶん彼（シューマッハ）は人から嫌われることも多いと思うんだけど、それくらいじゃないとF1でチャンピオンなんてなれないのかもね。」と、当時印象に残った二人のエピソードとして語っている。
- 1994年シーズン終盤にベネトンに加入した時の心境についてハーバートは「僕にとってはひとつのチャンスだった。ほかに勝てそうなチームからのオファーはなかったし、誘いを受ける以外の選択肢はなかったよ。ほかのドライバーたちはミハエル・シューマッハーと同じチームに加わろうとしなかったし、ゲルハルト・ベルガーやジャン・アレジも誘いを断ったそうだ。でも僕の立場は彼らとは違っていた。僕にはほかのチームでドライブするチャンスがあるかどうかも分からず、すでにキャリアを重ねていた。フラビオのやり方はよく知っていて、ミハエルを中心としたチームでどんな扱いを受けるか、おおよその想像もついたが、それでも断ろうとは思わなかった」と語っている[17]。
- ハーバートとシューマッハが去ったベネトンに加入することになったゲルハルト・ベルガーは、1995年最終戦の翌週に「シューマッハ・スペシャル」であるB195に初めて乗った後のコメントで「リアが敏感過ぎる、すごくナーバスなマシンだった。これに乗るのは難しい」とコメント。自身の連載していたコラムにも「ジョニー・ハーバートの挙げた2勝は、彼の今までの困難を知っていればパドック全体が喜ぶうれしい出来事だったが、それがこの難しいマシンでやったことだと知って驚いた」と記している[18]。翌1996年はベルガー、アレジともB195をベースにした発展型・B196に苦労し年間未勝利となった。

## レース戦績

### フォーミュラ

#### イギリス・フォーミュラ3選手権
| 年     | チーム                         | エンジン | クラス | 1     | 2     | 3     | 4     | 5     | 6     | 7     | 8       | 9     | 10    | 11      | 12    | 13    | 14     | 15    | 16    | 17    | 18      | 19    | 順位 | ポイント |
| ------ | ------------------------------ | -------- | ------ | ----- | ----- | ----- | ----- | ----- | ----- | ----- | ------- | ----- | ----- | ------- | ----- | ----- | ------ | ----- | ----- | ----- | ------- | ----- | ---- | -------- |
| 1987年 | エディ・ジョーダン・レーシング | VW       | A      | SIL C | THR 1 | BRH 1 | SIL 3 | THR 1 | SIL 1 | BRH 2 | THR Ret | SIL 1 | ZAN 9 | DON Ret | SIL 4 | SNE 3 | DON 19 | OUL 2 | SIL 7 | BRH 5 | SPA DNS | THR 3 | 1位  | 79       |

- 太字はポールポジション、斜字はファステストラップ。(key)

#### 国際F3000選手権
| 年     | チーム                 | シャシー        | エンジン   | 1     | 2       | 3   | 4     | 5     | 6       | 7       | 8   | 9   | 10  | 11  | 順位 | ポイント |
| ------ | ---------------------- | --------------- | ---------- | ----- | ------- | --- | ----- | ----- | ------- | ------- | --- | --- | --- | --- | ---- | -------- |
| 1988年 | ジョーダン・レーシング | レイナード・88D | コスワース | JER 1 | VLL Ret | PAU | SIL 7 | MNZ 3 | PER Ret | BRH Ret | BIR | BUG | ZOL | DIJ | 8位  | 13       |

- 太字はポールポジション、斜字はファステストラップ (key)。

#### F1世界選手権
| 年     | チーム       | シャーシ | エンジン                      | 1       | 2       | 3       | 4       | 5       | 6       | 7       | 8       | 9       | 10      | 11      | 12      | 13      | 14      | 15      | 16      | 17      | WDC       | ポイント |
| ------ | ------------ | -------- | ----------------------------- | ------- | ------- | ------- | ------- | ------- | ------- | ------- | ------- | ------- | ------- | ------- | ------- | ------- | ------- | ------- | ------- | ------- | --------- | -------- |
| 1989年 | ベネトン     | B188     | フォード・DFR 3.5L V8         | BRA 4   | SMR 11  | MON 14  | MEX 15  | USA 5   | CAN DNQ | FRA     | GBR     | GER     | HUN     |         |         |         |         |         |         |         | 14位      | 5        |
| 1989年 | ティレル     | 018      | フォード・DFR 3.5L V8         |         |         |         |         |         |         |         |         |         |         | BEL Ret | ITA     | POR DNQ | ESP     | JPN     | AUS     |         | 14位      | 5        |
| 1990年 | ロータス     | 102      | ランボルギーニ・3512 3.5L V12 | USA     | BRA     | SMR     | MON     | CAN     | MEX     | FRA     | GBR     | GER     | HUN     | BEL     | ITA     | POR     | ESP     | JPN Ret | AUS Ret |         | NC (35)位 | 0        |
| 1991年 | ロータス     | 102B     | ジャッド・EV 3.5L V8          | USA     | BRA     | SMR     | MON     | CAN DNQ | MEX 10  | FRA 10  | GBR 14† | GER     | HUN     | BEL 7   | ITA     | POR Ret | ESP     | JPN Ret | AUS 11  |         | NC (27)位 | 0        |
| 1992年 | ロータス     | 102D     | フォード・HB V 3.5L V8        | RSA 6   | MEX 7   | BRA Ret | ESP Ret |         |         |         |         |         |         |         |         |         |         |         |         |         | 15位      | 2        |
| 1992年 | ロータス     | 107      | フォード・HB V 3.5L V8        |         |         |         |         | SMR Ret | MON Ret | CAN Ret | FRA 6   | GBR Ret | GER Ret | HUN Ret | BEL 13† | ITA Ret | POR Ret | JPN Ret | AUS 13  |         | 15位      | 2        |
| 1993年 | ロータス     | 107B     | フォード・HB V 3.5L V8        | RSA Ret | BRA 4   | EUR 4   | SMR 8†  | ESP Ret | MON Ret | CAN 10  | FRA Ret | GBR 4   | GER 10  | HUN Ret | BEL 5   | ITA Ret | POR Ret | JPN 11  | AUS Ret |         | 9位       | 11       |
| 1994年 | ロータス     | 107C     | 無限ホンダ・MF351HC 3.5L V10  | BRA 7   | PAC 7   | SMR 10  | MON Ret |         |         |         |         |         |         |         |         |         |         |         |         |         | NC (26)位 | 0        |
| 1994年 | ロータス     | 109      | 無限ホンダ・MF351HC 3.5L V10  |         |         |         |         | ESP Ret | CAN 8   | FRA 7   | GBR 11  | GER Ret | HUN Ret | BEL 12  | ITA Ret | POR 11  |         |         |         |         | NC (26)位 | 0        |
| 1994年 | リジェ       | JS39B    | ルノー・RS6 3.5L V10          |         |         |         |         |         |         |         |         |         |         |         |         |         | EUR 8   |         |         |         | NC (26)位 | 0        |
| 1994年 | ベネトン     | B194     | フォード・ZETEC-R 3.5L V8     |         |         |         |         |         |         |         |         |         |         |         |         |         |         | JPN Ret | AUS Ret |         | NC (26)位 | 0        |
| 1995年 | ベネトン     | B195     | ルノー・RS7 3.0L V10          | BRA Ret | ARG 4   | SMR 7   | ESP 2   | MON 4   | CAN Ret | FRA Ret | GBR 1   | GER 4   | HUN 4   | BEL 7   | ITA 1   | POR 7   | EUR 5   | PAC 6   | JPN 3   | AUS Ret | 4位       | 45       |
| 1996年 | ザウバー     | C15      | フォード・ZETEC-R 3.0L V10    | AUS Ret | BRA Ret | ARG 9   | EUR 7   | SMR Ret | MON 3   | ESP Ret | CAN 7   | FRA DSQ | GBR 9   | GER Ret | HUN Ret | BEL Ret | ITA 9†  | POR 8   | JPN 10  |         | 14位      | 4        |
| 1997年 | ザウバー     | C16      | ペトロナス・SPE-01 3.0L V10   | AUS Ret | BRA 7   | ARG 4   | SMR Ret | MON Ret | ESP 5   | CAN 5   | FRA 8   | GBR Ret | GER Ret | HUN 3   | BEL 4   | ITA Ret | AUT 8   | LUX 7   | JPN 6   | EUR 8   | 10位      | 15       |
| 1998年 | ザウバー     | C17      | ペトロナス・SPE-01D 3.0L V10  | AUS 6   | BRA 11† | ARG Ret | SMR Ret | ESP 7   | MON 7   | CAN Ret | FRA 8   | GBR Ret | AUT 8   | GER Ret | HUN 10  | BEL Ret | ITA Ret | LUX Ret | JPN 10  |         | 15位      | 1        |
| 1999年 | スチュワート | SF-3     | フォード・CR1 3.0L V10        | AUS DNS | BRA Ret | SMR 10† | MON Ret | ESP Ret | CAN 5   | FRA Ret | GBR 12  | AUT 14  | GER 11† | HUN 11  | BEL Ret | ITA Ret | EUR 1   | MAL 4   | JPN 7   |         | 8位       | 15       |
| 2000年 | ジャガー     | R1       | フォード・CR2 3.0L V10        | AUS Ret | BRA Ret | SMR 10  | GBR 12  | ESP 13  | EUR 11† | MON 9   | CAN Ret | FRA Ret | AUT 7   | GER Ret | HUN Ret | BEL 8   | ITA Ret | USA 11  | JPN 7   | MAL Ret | NC (17)位 | 0        |

- 太字はポールポジション、斜字はファステストラップ (key)。
- † 印はリタイアだが、90%以上の距離を走行したため規定により完走扱い。

#### 全日本F3000選手権
| 年     | チーム                            | シャシー        | エンジン | 1      | 2      | 3       | 4       | 5       | 6       | 7       | 8     | 9       | 10      | 11    | 順位 | ポイント |
| ------ | --------------------------------- | --------------- | -------- | ------ | ------ | ------- | ------- | ------- | ------- | ------- | ----- | ------- | ------- | ----- | ---- | -------- |
| 1990年 | 伊太利屋 Sports With Team Le Mans | レイナード・90D | 無限     | SUZ 19 | FSW 10 | MIN Ret | SUZ Ret | SUG 7   | FSW Ret | FSW 5   | SUZ 6 | FSW Ret | SUZ Ret |       | 16位 | 3        |
| 1991年 | Team Le Mans                      | ラルト・RT23    | 無限     | SUZ 5  | AUT 7  | FSW Ret | MIN 2   | SUZ Ret | SUG Ret | FSW Ret | SUZ 7 | FSW C   | SUZ Ret | FSW 6 | 10位 | 9        |

(key)

### スポーツカー

#### アメリカン・ル・マン・シリーズ
| 年     | チーム                            | 使用車両              | クラス | 1     | 2     | 3     | 4     | 5     | 6     | 7     | 8     | 9     | 10    | 順位 | ポイント |
| ------ | --------------------------------- | --------------------- | ------ | ----- | ----- | ----- | ----- | ----- | ----- | ----- | ----- | ----- | ----- | ---- | -------- |
| 2001年 | チャンピオン・レーシング          | アウディ・R8          | LMP900 | TEX   | SEB   | DON   | JAR   | SNM 4 | POR 3 | MOS 6 | MDO 5 | LGA 2 | PET 3 | 8位  | 113      |
| 2002年 | アウディスポーツ・ノースアメリカ  | アウディ・R8          | LMP900 | SEB 1 |       |       |       |       |       |       |       |       |       | 4位  | 206      |
| 2002年 | チャンピオン・レーシング          | アウディ・R8          | LMP900 |       | SNM 2 | MDO 8 | ROA 3 | WAS 5 | TRO 3 | MOS 2 | LGA 2 | MIA 5 | PET 2 | 4位  | 206      |
| 2003年 | チーム・ベントレー                | ベントレー・スピード8 | LMP900 | SEB 3 |       |       |       |       |       |       |       |       |       | 3位  | 163      |
| 2003年 | ADT チャンピオン・レーシング      | アウディ・R8          | LMP900 |       | ATL 1 | SNM 2 | TRO 2 | MOS 4 | ROA 1 | LGA 3 | MIA 1 | PET 1 |       | 3位  | 163      |
| 2004年 | アウディスポーツ・UK ヴェロックス | アウディ・R8          | LMP1   | SEB 3 | MDO   | LIM   | SNM   | POR   | MOS   | ROA   |       |       |       | 8位  | 64       |
| 2004年 | ADT チャンピオン・レーシング      | アウディ・R8          | LMP1   |       |       |       |       |       |       |       | PET 2 | LGA 1 |       | 8位  | 64       |

- 太字はポールポジション、斜字はファステストラップ (key)。

#### ル・マン・シリーズ
| 年     | チーム                            | 使用車両     | クラス | 1     | 2     | 3     | 4     | 順位 | ポイント |
| ------ | --------------------------------- | ------------ | ------ | ----- | ----- | ----- | ----- | ---- | -------- |
| 2004年 | アウディスポーツ・UK ヴェロックス | アウディ・R8 | LMP1   | MNZ 1 | NÜR 2 | SIL 3 | SPA 2 | 1位  | 34       |

- 太字はポールポジション、斜字はファステストラップ (key)。

#### FIA GT選手権
| 年     | チーム   | 使用車両             | クラス | 1   | 2   | 3   | 4   | 5   | 6   | 7   | 8      | 9      | 10     | 11    | 順位 | ポイント |
| ------ | -------- | -------------------- | ------ | --- | --- | --- | --- | --- | --- | --- | ------ | ------ | ------ | ----- | ---- | -------- |
| 2004年 | AFコルセ | マセラティ・MC12 GT1 | GT     | MNZ | VAL | MAG | HOC | BRN | DON | SPA | IMO 3† | OSC 8† | DUB 2† | ZHU 2 | 34位 | 8        |

- 太字はポールポジション、斜字はファステストラップ (key)。
- † 賞典外出走のため、ポイントは加算されない。

#### ル・マン24時間レース
| ル・マン24時間レース 結果 | ル・マン24時間レース 結果         | ル・マン24時間レース 結果                                                    | ル・マン24時間レース 結果 | ル・マン24時間レース 結果 | ル・マン24時間レース 結果 | ル・マン24時間レース 結果 | ル・マン24時間レース 結果 |
| 年                        | チーム                            | コ・ドライバー                                                               | 使用車両                  | クラス                    | 周回                      | 順位                      | クラス 順位               |
| ------------------------- | --------------------------------- | ---------------------------------------------------------------------------- | ------------------------- | ------------------------- | ------------------------- | ------------------------- | ------------------------- |
| 1990年                    | マツダスピード                    | フォルカー・ヴァイドラー ベルトラン・ガショー                                | マツダ・787               | GTP                       | 148                       | DNF                       | DNF                       |
| 1991年                    | マツダスピード オレカ             | フォルカー・ヴァイドラー ベルトラン・ガショー                                | マツダ・787B              | C2                        | 362                       | 1位                       | 1位                       |
| 1992年                    | マツダスピード オレカ             | フォルカー・ヴァイドラー ベルトラン・ガショー マウリツィオ・サンドロ・サーラ | マツダ・MX-R01            | C1                        | 336                       | 4位                       | 4位                       |
| 2001年                    | チャンピオン・レーシング          | ディディアー・セイス ラルフ・ケルナーズ                                      | アウディ・R8              | LMP900                    | 81                        | DNF                       | DNF                       |
| 2002年                    | アウディスポーツ・ノースアメリカ  | クリスチャン・ペスカトリ リナルド・カペッロ                                  | アウディ・R8              | LMP900                    | 374                       | 2位                       | 2位                       |
| 2003年                    | チーム・ベントレー                | マーク・ブランデル デビッド・ブラバム                                        | ベントレー・スピード8     | LMGTP                     | 375                       | 2位                       | 2位                       |
| 2004年                    | アウディスポーツ・UK ヴェロックス | ジェイミー・デーヴィス ガイ・スミス                                          | アウディ・R8              | LMP1                      | 379                       | 2位                       | 2位                       |
| 2007年                    | アストンマーティン・レーシング    | ピーター・コックス トーマス・エンゲ                                          | アストンマーティン・DBR9  | GT1                       | 337                       | 9位                       | 4位                       |

#### セブリング12時間レース
| セブリング12時間レース 結果 | セブリング12時間レース 結果       | セブリング12時間レース 結果                 | セブリング12時間レース 結果 | セブリング12時間レース 結果 | セブリング12時間レース 結果 | セブリング12時間レース 結果 | セブリング12時間レース 結果 |
| 年                          | チーム                            | コ・ドライバー                              | 使用車両                    | クラス                      | 周回                        | 順位                        | クラス 順位                 |
| --------------------------- | --------------------------------- | ------------------------------------------- | --------------------------- | --------------------------- | --------------------------- | --------------------------- | --------------------------- |
| 2002年                      | アウディスポーツ・ノースアメリカ  | リナルド・カペッロ クリスチャン・ペスカトリ | アウディ・R8                | LMP900                      | 346                         | 1位                         | 1位                         |
| 2003年                      | チーム・ベントレー                | デビッド・ブラバム マーク・ブランデル       | ベントレー・スピード8       | LMGTP                       | 363                         | 3位                         | 1位                         |
| 2004年                      | アウディスポーツ・UK ヴェロックス | ジェイミー・デーヴィス ガイ・スミス         | アウディ・R8                | LMP1                        | 338                         | 3位                         | 3位                         |